# Ptychochromoides
Рід налічує 3 види риб родини цихлові.

## Види
- Ptychochromoides betsileanus (Boulenger 1899)
- Ptychochromoides itasy Sparks 2004
- Ptychochromoides vondrozo Sparks & Reinthal 2001